# Партія за Батьківщину, армію та поліцію
Партія за Батьківщину, військовослужбовців та поліцейських у запасі та відставці (рум. Partidul pentru Patrie, Militari și Polițiști în Rezervă și Retragere), колишній Національний союз за прогрес Румунії (рум. Uniunea Naţională Pentru Progresul României, UNPR) — політична партія в Румунії. Вона була утворена в березні 2010 року групою членів Соціал-демократичної (СДП) і Націонал-ліберальної (НЛП) партій, які підтримують президента Траяна Бесеску. Тим не менш, у партії незабаром почалася напруженість між колишніми членами СДП і НЛП за розподіл керівних посад і політичне керівництвом нової партії, де домінують колишні соціал-демократи. Вона провела свій перший партійний з'їзд, щоб обрати своїх лідерів, 1 травня 2010.
У березні 2025 року партія змінила назву з Національного союзу за прогрес Румунії на Партію за Батьківщину, армію та поліцію.